# Echipa națională de handbal masculin a Franței
Echipa națională de handbal masculin a Franței reprezintă Federația Franceză de Handbal în competițiile regionale și internaționale.

## Palmares
| - Jocurile Olimpice - AUR (2) : 2008, 2012 - Argint (1) : 2016 - Bronz (1) : 1992 | - Campionatul Mondial - AUR (6) : 1995, 2001, 2009, 2011, 2015, 2017 - Argint (1) : 1993 - Bronz (3) : 1997, 2003, 2005 | - Campionatul European - AUR (4) : 2006, 2010, 2014, 2024 - Bronz (1) : 2008 | - Jocurile mediteraneene - Argint (3) : 1987, 1993, 2009 - Bronz (1) : 2001 |